# David Ondříček
David Ondříček (* 23. Juni 1969 in Prag) ist ein tschechischer Filmregisseur, Drehbuchautor und Filmproduzent. Er wurde mehrfach mit dem Český lev ausgezeichnet. Zwei seiner Filme, Ve stínu und Zátopek, wurden von Tschechien als Oscar-Beiträge des Landes eingereicht.

## Leben
David Ondříček wurde 1969 in Prag geboren und ist der Sohn des Kameramanns Miroslav Ondříček, ein ehemaliger Kinderdarsteller und einer der bekanntesten tschechischen Regisseure nach der Revolution von 1989. Nach seinem Abitur am Gymnázium Na Zatlance in Prag studierte er Dokumentarfilm an der FAMU.
Im Jahr 1999 gründete er die Produktionsfirma Lucky Man Films, mit der er seinen zweiten Spielfilm Einzelgänger drehte für den er unter anderem beim Internationalen Filmfestival Mannheim-Heidelberg mit dem FIPRESCI-Preis ausgezeichnet wurde. Gemeinsam mit Jiří Macháček schrieb er das Drehbuch für seinen nächsten Film Jedna ruka netleská. Im Oktober 2006 kam sein Film Grandhotel in die tschechischen Kinos nach einem Drehbuch und einem gleichnamigen Buch von Jaroslav Rudiš. Für seinen Film Ve stínu mit Ivan Trojan in der Hauptrolle, der im September 2012 in die tschechischen Kinos kam, wurde Ondříček vielfach ausgezeichnet. Der Film war 2013 der tschechische Beitrag für die Oscar-Verleihung in der Kategorie Bester fremdsprachiger Film.
Im August 2021 stellte er beim Internationalen Filmfestival Karlovy Vary seinen Film Zátopek vor. In der Filmbiografie beschäftigt sich Ondříček mit dem tschechoslowakischen Langstreckenläufer Emil Zátopek. Zátopek wurde von Tschechien als Beitrag für die Oscarverleihung 2022 in der Kategorie Bester Internationaler Film eingereicht. Ondříček hatte sich bereits in seinem gleichnamigen Dokumentarfilm aus dem Jahr 2016 mit Zátopeks Leben beschäftigt, in der Vorbereitungsphase viele seiner Freunde und sportlichen Konkurrenten/Gegner getroffen und viel Zeit mit dessen Frau Dana verbracht.
Im Mai 2024 wurde Ondříček Mitglied der European Film Academy.
David Ondříček lebt mit der Schauspielerin Martha Issová zusammen. Die beiden heirateten 2021 und haben zwei Kinder.

## Filmografie (Auswahl)
- 1990: Lucie Tour (Dokumentarfilm)
- 1991: Theodor Pistek
- 1992: Prouza a Priessnitz (Dokumentarfilm)
- 1996: Septej
- 2000: Einzelgänger (Samotáři)
- 2003: Jedna ruka netleská
- 2006: Grandhotel
- 2012: Ve stínu
- 2013: Deník Dity P. (Fernsehserie)
- 2016: Zátopek (Dokumentarfilm)
- 2021: Zátopek

## Auszeichnungen (Auswahl)
Camerimage
- 2013: Nominierung für den Goldenen Frosch im polnischen Filmwettbewerb (Ve stínu)[10]

Český lev
- 2013: Auszeichnung für die Beste Regie (Ve stínu)
- 2013: Auszeichnung als Bester Film (Ve stínu)
- 2013: Auszeichnung für das Beste Drehbuch (Ve stínu)
- 2017: Nominierung als Bester Film (Anthropoid)
- 2019: Auszeichnung als Bester Fernsehfilm oder Miniserie (Dukla 61)[11]
- 2022: Auszeichnung mit dem Film Fans’ Award (Zátopek)
- 2022: Auszeichnung für die Beste Regie (Zátopek)[12]

International Film Festival Rotterdam
- 1997: Nominierung für den Tiger Award (Septej)

Internationales Filmfestival Mannheim-Heidelberg
- 2000: Lobende Erwähnung (Samotáři)
- 2000: Empfehlung der Kinobetreiber im internationalen Wettbewerb (Samotáři)
- 2000: Auszeichnung als Bester Film mit dem FIPRESCI-Preis (Samotáři)
- 2000: Auszeichnung als Bester Film mit dem Preis der Ökumenischen Jury (Samotáři)[13][14]

Internationales Filmfestival Warschau
- 2000: Auszeichnung mit dem Publikumspreis (Samotáři)